# Ngữ liệu văn bản
Ngữ liệu văn bản (tiếng Anh: text corpus) là một tập hợp lớn các văn bản có cấu trúc (thông thường được lưu giữ dạng điện toán và đã xử lý).
Một kho ngữ liệu có thể gồm những văn bản bằng một thứ tiếng (ngữ liệu đơn ngữ) hay nhiều thứ tiếng (ngữ liệu đa ngữ). Kho ngữ liệu đa ngữ có thể được sắp xếp theo dạng đối chiếu, gọi là kho ngữ liệu song song. Để có ích hơn cho việc nghiên cứu ngôn ngữ, các kho ngữ liệu thường được đánh dấu. Một ví dụ là việc gán nhãn từ loại (part-of-speech tagging hay là POS-tagging), trong đó các từ được gán nhãn danh từ, động từ, tính từ và nhiều loại từ khác.